# 不丹醉鱼草
不丹醉鱼草（学名：Buddleja macrostachya var. griffithii）为玄参科醉鱼草属大序醉鱼草的变种。分布于中国大陆的青海、西藏等地，生长于海拔700米至800米的地区，一般生于山地灌木丛中，目前尚未由人工引种栽培。